# La Inmaculada de los Dolores
La Inmaculada de los Dolores es una obra de teatro en tres actos de Jacinto Benavente, estrenada en 1918.

## Argumento
La muerte de un hombre poco antes de celebrarse su matrimonio, provoca en su prometida la necesidad de guardar el luto como si realmente la boda se hubiera celebrado, recibiendo el apodo en su pueblo de Moraleda, de la Inmaculada de los Dolores. Sus paisanos recelan de sus intenciones pues la muchacha disfruta de la protección de quienes hubieran sido sus suegros, los Marqueses del Encinar, en cuyo caserón continua viviendo. Sin embargo, la joven consigue despejar las dudas sobre sus auténticos sentimientos de devoción hacia el fallecido. 

## Representaciones destacadas
- Teatro Lara, Madrid, 30 de abril de 1918.  
  - Intérpretes: Mercedes Pérez de Vargas, Hortensia Gelabert, Emilio Thuillier, Leocadia Alba, Amalia Sánchez Ariño, José Isbert, Luis Peña.